# 王忠 (三国)

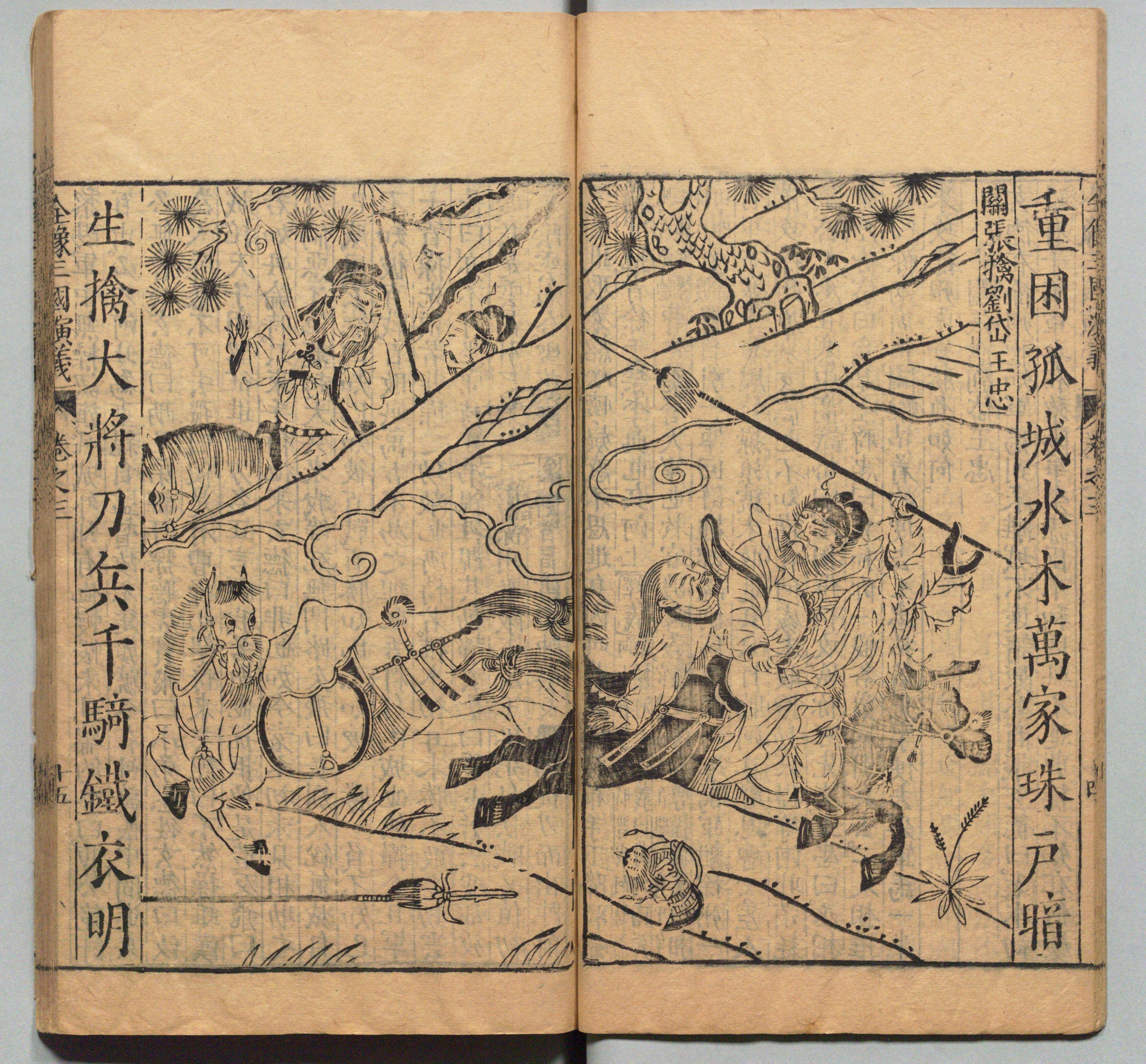
周曰校插图版《三国志通俗演义》中的关羽张飞擒拿刘岱王忠

王忠（？—242年10月3日）。司隶扶風郡人，东汉時代末期、三国時代武将。
王忠年轻时为亭長。三輔混乱，王忠飢苦曾经吃人肉。其後，率众南向武关，他不愿意归顺当時割据荊州的婁圭，率众攻打婁圭。率千余人的軍队归顺曹操。王忠随从曹操征討，历任中郎将、揚武将軍、轻车将軍，封都亭侯。
建安四年（199年)，刘备在徐州殺害車冑叛曹、曹操命王忠和劉岱一起討伐刘备。没有获胜。建安十八年（213年），时任扬武将军都亭侯的王忠联名劝进曹操为魏公。
五官中郎将曹丕和王忠跟随曹操外出。曹丕让艺人取来墓冢间的髑髏，系在王忠马鞍上。来嘲笑王忠吃过人肉。
黄初五年（224年）魏文帝曹丕的朋友吳質来到洛阳，曹丕命上将軍和特進以下官吏在吴质住所开酒宴。当时上将军曹真长得胖，中领军朱铄长得瘦，吴质召艺人，让他们说肥瘦。激怒了曹真。骠骑将军曹洪、轻车将军王忠言：“将军必欲使上将军服肥，即自宜为瘦。”曹真更加愤怒。《王粲传》记载王忠、曹洪一起指责吴质無礼，和《吴质別传》記述相反。

## 三国演義
小説《三国演義》描写王忠和劉岱討伐劉備。王忠和关羽作战，战败被俘。被劉備礼遇，刘备把他和被张飞生擒的劉岱送回去，希望他们向曹操为自己说话。曹操见到王忠、劉岱，想将他们问责处死，被孔融劝说保留活命。